# Jerome Preston Bates
Jerome Preston Bates (Augusta (Georgia), 20 juli 1954) is een Amerikaans acteur.

## Biografie
Bates werd geboren in Augusta (Georgia), op zesjarige leeftijd verhuisde zijn familie naar New York om voor zijn high school terug te keren naar Georgia.

## Filmografie

### Films
Uitgezonderd korte films.
- 2023 The Refuge Plays - als Reginald
- 2022 Delusional - als Pauly
- 2018 Melinda - als Alberto Dupree
- 2017 Romeo and Juliet in Harlem - als pastoor Laurence
- 2013 Peeples - als Skip
- 2013 Tio Papi – als Wilson
- 2011 Musical Chairs – als Jimmy
- 2008 The Narrows – als Chuckie
- 2005 The Assassin – als Clive Owens
- 2003 Rick – als beveiliger
- 2003 It Runs in the Family – als officier McDonough
- 2000 Shaft – als politieagent
- 1999 The-Out-of-Towners – als gevangene
- 1991 Strictly Business – als beveiliger
- 1985 When Nature Calls – als ??
- 1979 Incoming Freshmen – als Preston

### Televisieseries
Uitgezonderd eenmalige gastrollen.
- 2007 – 2008 All My Children – als Derek Frye – 17 afl.
- 2000 – 2003 Oz – als Travis Smith – 12 afl.